# Vrbické pleso

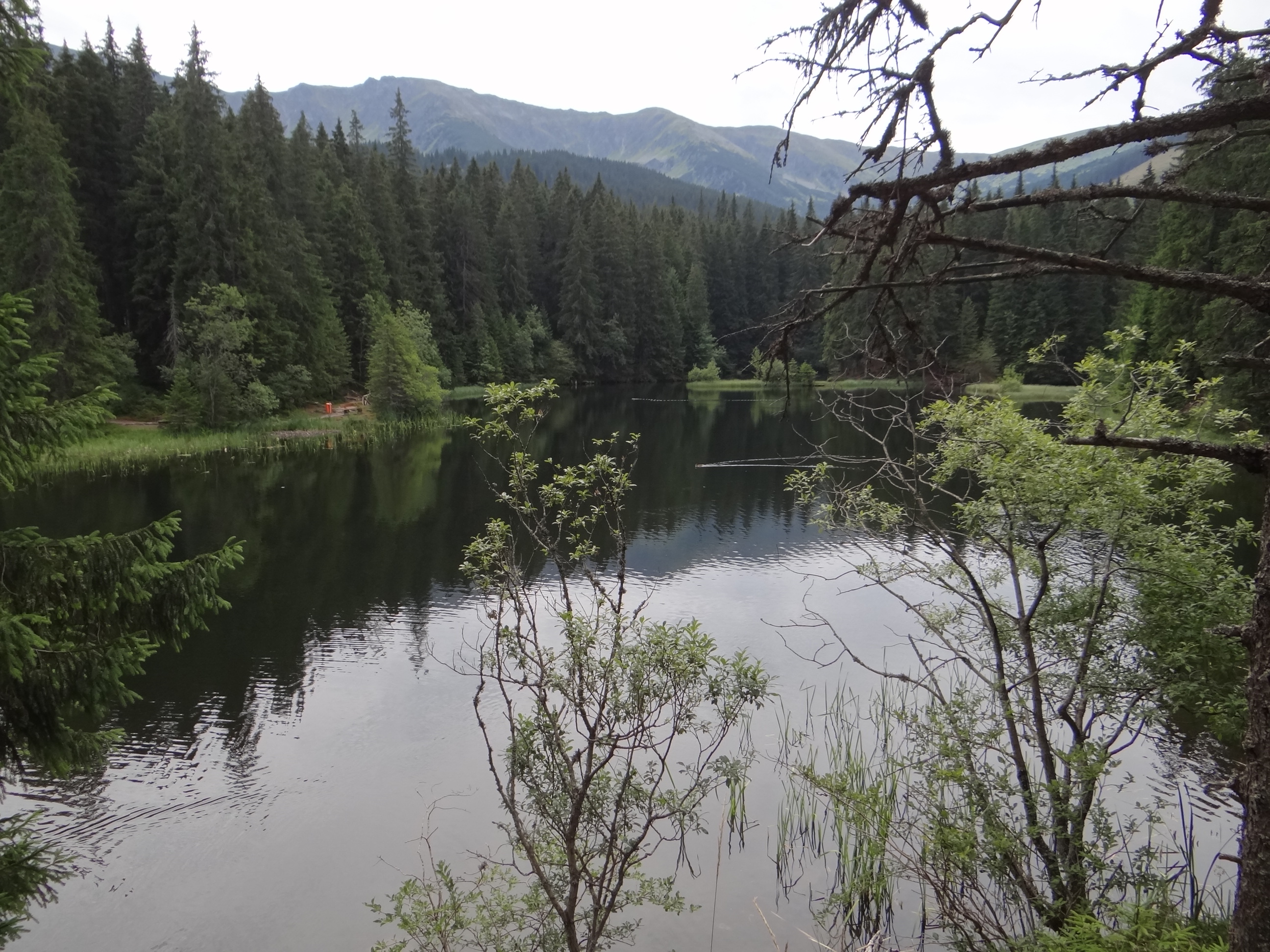

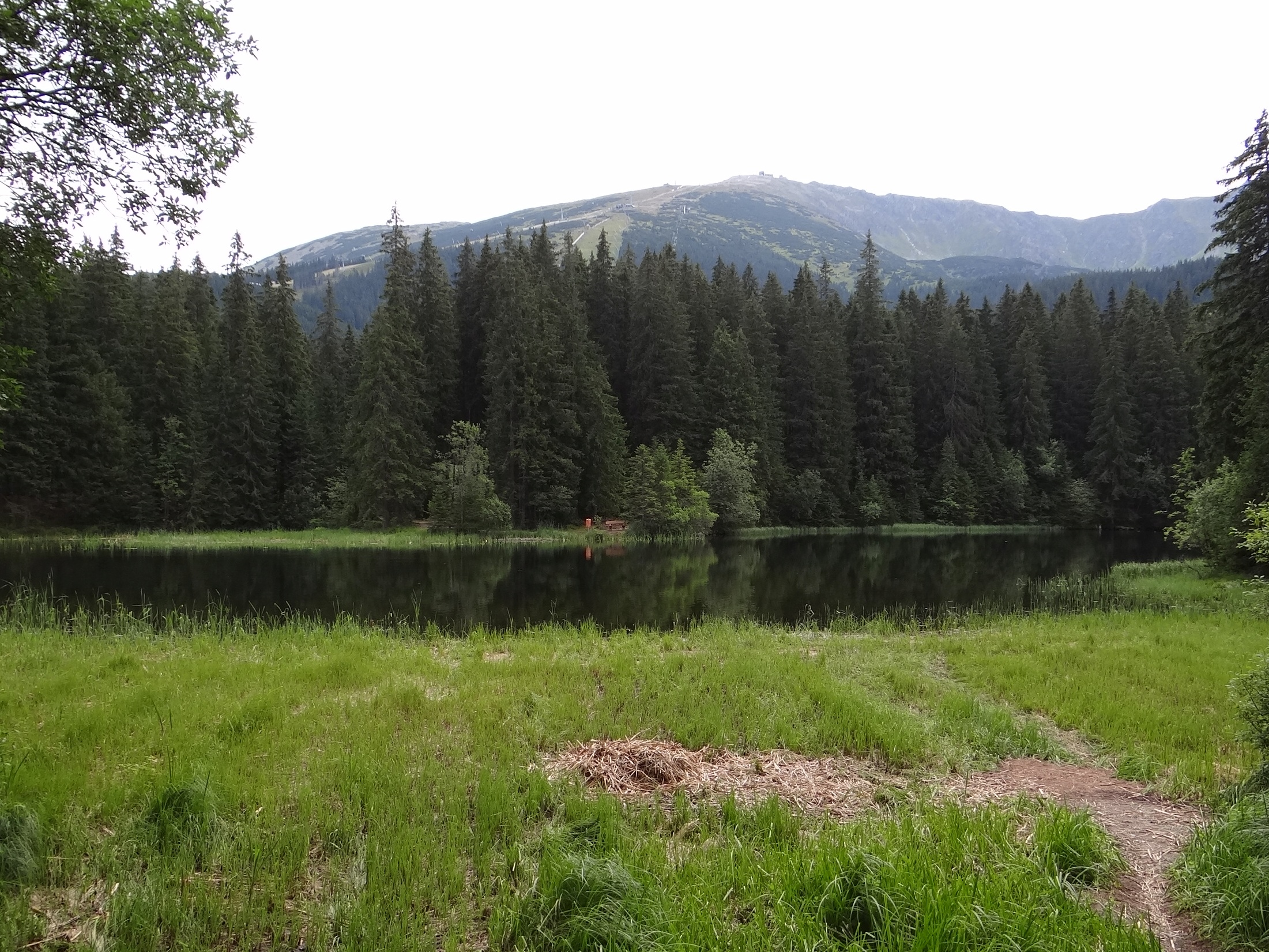

Vrbické pleso (pol. Vrbickie Jezioro) – jeziorko pochodzenia polodowcowego w zachodniej (tzw. dziumbierskiej) części Niżnych Tatr, w górnej części Doliny Demianowskiej. Największy naturalny zbiornik wodny w Niżnych Tatrach.

## Położenie
Leży po północnej części głównego grzbietu Niżnych Tatr, w zachodnim odgałęzieniu górnej części Doliny Demianowskiej wytworzonym potokiem Zadná voda (pol. Zadnia Woda), na prawym (wschodnim) stoku doliny. Lustro wody znajduje się na wysokości 1113 m n.p.m. Z jeziorka wypływa Otupný potok (też: Otupnianka), uchodzący ok. 1,6 km poniżej do Zadniej Wody.

## Geneza
Jest to jezioro pochodzenia polodowcowego. Powstało po ustąpieniu lodowca z północnych stoków Chopoka i Dereszów (Dereše) poprzez przegrodzenie doliny moreną czołową. Swoim pochodzeniem i charakterem przypomina stawy Wysokich Tatr.

## Charakterystyka
Jezioro posiada powierzchnię 0,69 ha, długość 115 m i szerokość 62 m. Maksymalna głębokość sięga 8 m. Pierwotnie położenie lustra jeziora ulegało znacznym wahaniom na skutek samoistnych zmian w konfiguracji jego naturalnego wypływu. W celu utrzymania stałego poziomu lustra wody jej wypływ ujęto w wybudowane specjalnie stawidła. Brzegi miejscami podmokłe, bagniste, lustro wody lokalnie od brzegów zarasta roślinnością wodną. Jezioro otoczone jest lasem, przeważnie świerkowym.

## Ochrona
Całe jezioro wraz z wąskim pasem brzegowym zostało w 1975 r. objęte ochroną jako pomnik przyrody (słow. chránený prírodný výtvor, obecnie: národná prírodná pamiatka) o powierzchni 0,73 ha. Obowiązuje w nim 4 (w pięciostopniowej skali) poziom ochrony.

## Znaczenie turystyczne
Brzegi jeziora od dawna stanowią ulubione miejsce wypoczynku turystów. Wokół jeziora poprowadzono ścieżkę turystyczną, a jego zachodnim brzegiem prowadzi niebiesko znakowany szlak turystyczny z Doliny Demianowskiej na Chopok oraz żółty na Sedlo Poľany. Przy południowym krańcu jeziora wznosi się hotel górski "Mikulášska chata".
  Dolina Demianowska (parking przy Demianowskiej Jaskini Wolności) – Ostredok – Biela Púť – Vrbické pleso – Tri vody – Sedlo Poľany. Czas przejścia 4 h, ↓ 3  h
  Dolina Demianowska (parking przy Demianowskiej Jaskini Wolności) – Repiská – dolina Zadniej Wody – Vrbické pleso – Pod Orlou Skalou – Luková – Chopok. Czas przejścia: 4.25 h, ↓ 3.30 h